# Лима, Маглия Амелли Соарес де
Маглия Амелли Соарес де Лима (порт. Maglia Amelly (Amely) Soares de Lima; 20 ноября 1990, Сан-Паулу) — бразильская футболистка, опорная полузащитница.

## Биография
О выступлениях до 2013 года сведений нет[уточнить]. В 2013 году играла за клуб «Сан-Жозе», с которым стала вице-чемпионкой Бразилии, вице-чемпионкой штата Сан-Паулу и победительницей женского Кубка Либертадорес.
Летом 2014 года, вместе с ещё одной футболисткой из Бразилии, Зизи, перешла в российский клуб «Зоркий». Дебютный матч в чемпионате России сыграла 31 августа 2014 года против «Россиянки», заменив на 89-й минуте Екатерину Сочневу. Всего до конца сезона приняла участие в 4 матчах высшей лиги, во всех выходила на замену. Её команда стала серебряным призёром чемпионата России.
После возвращения на родину выступала за клубы «Сантос», «Коринтианс», «Ферровиария». В составе «Коринтианса» — чемпионка (2018) и серебряный призёр (2017) чемпионата Бразилии, вице-чемпион штата Сан-Паулу (2018), однако не была в этом клубе основным игроком. В составе «Ферровиария» сыграла в 2019 году 20 матчей в чемпионате Бразилии и более 40 во всех турнирах и стала чемпионкой Бразилии и финалисткой Кубка Либертадорес.